# Limonia nigricans
Limonia nigricans är en tvåvingeart som beskrevs av Alexander 1929. Limonia nigricans ingår i släktet Limonia och familjen småharkrankar. Inga underarter finns listade i Catalogue of Life.